# Чосович, Божидар
Божидар Чосович (серб. Божидар Ћосовић / Božidar Ćosović; 1916, Брезова — июль 1943, гора Голия) — сербский четницкий воевода, один из известнейших четников Иваницкого края в годы Второй мировой войны, носивший прозвище Божа Яворский. Убит в июле 1943 года по распоряжению главы четников Дражи Михайловича.

## Биография
Божидар Чосович родился в 1916 году в деревне Брезова на территории современной общины Иваница в Сербии. До войны был сельским продавцом. После Апрельской войны Божидар сформировал свой вооружённый отряд, поддержав движение четников, и провозгласил себя воеводой Яворским. Группа начала зачистку сёл от немецких, усташских и боснийских военизированных отрядов на территории Моравы. Божа Яворский, как себя называл Чосович, поддержал движение Косты Печанаца и его Равногорских четников. Печанац не считал Дражу Михайловича авторитетным лидером и боролся против его влияния среди четников, хотя Равногорские четники изначально присягнули на верность Михайловичу.
И четникам, и титовским партизанам не нравилось самоуправство Чосовича, поэтому 1 ноября 1941 партизаны и четники заключили соглашение, по которому должны были вынудить Чосовича присягнуть Михайловичу. В случае его нападения на одну из сторон вторая обязывалась оказать той помощь и разбить Божу Яворского. Однако в тот же день четники Михайловича и Божи Яворского атаковали партизан в Иванице, что стало фактическим началом боёв четников против партизан в Ужицкой республике.
Несмотря на свою наглость и самоуверенность, Божа Яворский стал покровителем для жителей Иваницкого края благодаря тому, что его четники громили отряды мусульманских полицаев. Мусульмане, подчинявшиеся усташам, переходили через перевал Явор, который служил ранее границей между Турцией и Сербией, после чего нападали на сербские сёла, сжигая дотла и уводя в плен женщин и детей. Так, на Рождество 1942 года мусульмане атаковали село Бела-Церква, ворвавшись в церковь посреди литургии и убив священника и почти всех прихожан. В той резне погибли две сестры Чосовича. Взбешённый воевода решил отомстить и в ответном походе вместе с Вуком Калаитовичем в течение двух суток сжёг ряд мусульманских деревень. В Кладнице были разбиты силы мусульман-полицаев, а их командир Хасан Звиздич чудом успел сбежать с поля боя. После этого набеги мусульман прекратились.
В сёлах неоднократно говорили: «Пока с нами Божа Яворский, не боимся ни турецкого ружья, ни ножа». Тем не менее, четники Михайловича считали Чосовича ненадёжным человеком, а после полного раскола в своих рядах и разрыва отношений с Печанацем решили избавиться и от Божи Яворского. В июле 1943 года «чёрная тройка» нашла Чосовича на горе Голия и убила его, когда тот спал.